# 오후나토역
오후나토역(일본어: 大船渡駅)은 일본 이와테현 오후나토시에 위치한 동일본 여객철도 오후나토 선의 철도역이었으나, 지금은 BRT 정거장이다. 단선 승강장 1면 1선의 구조를 갖춘 지상역이었지만, 2011년 동일본 대지진 피해로 인해 현재는 BRT로 대체 운행되고 있다.

## 이용 현황
| 승차 인원 추이 | 승차 인원 추이 |
| 연도           | 1일 평균       |
| -------------- | -------------- |
| 2000           | 124            |
| 2001           | 112            |
| 2002           | 105            |
| 2003           | 105            |
| 2004           | 94             |
| 2005           | 78             |
| 2006           | 70             |
| 2007           | 69             |
| 2008           | 65             |
| 2009           | 52             |
| 2010           | 46             |
| 2013           | 46             |
| 2014           | 46             |
| 2015           | 56             |

## 역 주변
- 국도 제45호선
- 오후나토 항

## 역사
- 1934년 9월 3일 : 개업.
- 1987년 4월 1일 : 일본국유철도 분할 민영화에 의해, 동일본 여객철도가 승계.
- 1992년 3월 15일 : 간이 위탁화. 오후나토 역장이 폐지되어, 사카리 역장이 관리하로 함.
- 1993년 3월 : 미도리노마도구치 영업 개시.
- 2002년 : '아늑하게 선 항구 도시 산책의 기점역'으로서, 도호쿠의 역 100선에 선정.
- 2011년 3월 11일 : 동일본 대지진에 의한 지진 해일로 역사 및 관련 시설의 대부분이 소실됨.
- 2013년 3월 2일 : BRT에 의한 가 복구. 당 역 - 사카리 역 간의 버스 전용 도로를 정비해, BRT 역사의 공용을 개시.
- 2014년 8월 5일 : 오후나토 역 주변 토지 구획 정리 사업에 의해, 현도 상에 역으로 이설.
- 2016년 3월 13일 : 전용도로 상에 역을 이설.
- 2020년 4월 1일 : 게센누마 역 - 사카리 역 간의 철도 사업 폐지로 인해 철도역으로는 폐역됨.

## 인접 역
| 동일본 여객철도 오후나토 선 | 동일본 여객철도 오후나토 선 | 동일본 여객철도 오후나토 선 |
| --------------------------- | --------------------------- | --------------------------- |
| 시모후나토 이치노세키 방면  | ■ 오후나토 선               | 사카리 사카리 방면          |